# Nephrolepis paucifrondosa
Nephrolepis paucifrondosa là một loài dương xỉ trong họ Nephrolepidaceae. Loài này được J.F.R. Almeida mô tả khoa học đầu tiên năm 1926.
Danh pháp khoa học của loài này chưa được làm sáng tỏ. 